# Народная сказка

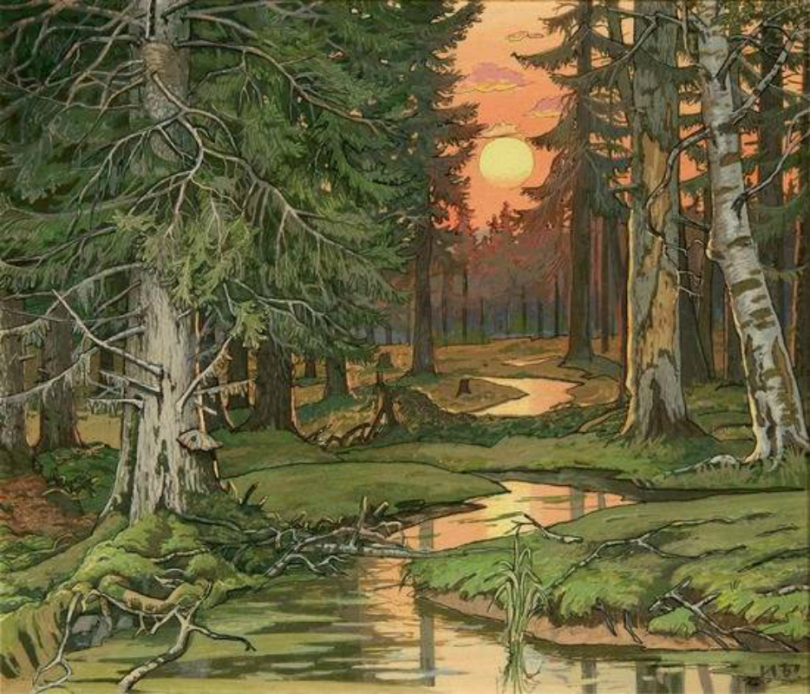
Сказочный лес на закате, Иван Билибин, 1906

Народная сказка (также фольклорная, или устная сказка) — эпический жанр фольклора: прозаический устный рассказ о вымышленных событиях в фольклоре разных народов. Народная сказка предшествует литературной и часто служит основой для неё.
Отвечает трём требованиям фольклорной бытийности (общефольклорные признаки), как: устность, коллективность, анонимность.
Мифология представляет собой синтетическое единство, включая в себя зачатки религии, философии, политической теории, искусства, что осложняет размежевание мифологии от близких к ней по жанру и времени возникновения форм устного творчества, включая сказки, героический эпос, легенда, историческое предание. В отличие от сказки, миф воспринимаются аудиторией как истинное повествование.

## Происхождение и развитие. Сказка и миф
Архаический фольклор с трудом позволяет установить различение мифа и сказки. Носители традиции выделяют две формы повествования (пыныл и лымныл — в культуре чукчей, хвенохо и хехо — у фон (Бенин), лилиу и кукванебу — у киривна в Меланезии и др.) только условно могут соотноситься с мифами и сказками.
Большинство исследователей не сомневаются в происхождении сказок из мифов. Архаические сказки сюжетно связаны с такими явлениями, как первобытные мифы, ритуалы, племенные обычаи. Мотивы, которые характерны для тотемических мифов и в особенности мифологических анекдотов о трикстерах, широко отразили сказки о животных. Мифологическое происхождение имеет универсальная по распространению волшебная сказка о браке с чудесным «тотемным» существом, которое временно сбросило звериную оболочку и приняло облик человека (ср. сюжеты AT 400, 425 и др.): чудесная жена (в более поздних вариантах — чудесный муж) одаривает своего избранника удачей в охоте, мёдом (если она пчела), богатым урожаем и др., однако покидает его по причинам нарушения им некоторого запрета (не называть её по имени, не ругать и др.). Сказки, повествующие о посещении других миров с целью освободить находящихся там пленниц (AT 301 и др.) представляют собой аналоги мифов и легенд о странствиях шамана или колдуна за душой больного или умершего. Распространённые сказки о группе детей, которые попали во власть такого персонажа, как злой дух, чудовище, людоед, и их спасает находчивость одного из них (AT 327 и др.), или об убийстве сильного змея — хтонического демона (AT 300 и др.), содержат мотивы, специфичные для посвятительного обряда.
Предпосылкой трансформации в сказки обладающих обрядовой основой мифов, бывших частью ритуала или комментарием к нему, стал разрыв прямой связи мифов и ритуальной жизни. Исчезли специфические ограничения на рассказывание мифа, в число слушателей были допущены непосвящённые (женщины и дети), что невольно изменило установку рассказчика на вымысел, внимание стало концентрироваться на развлекательности, вера в достоверность содержания ослабла. Из содержания исчезла наиболее священная часть, усилилось внимание к семейным взаимоотношениям персонажам, таким элементам как их ссоры, драки и т. п. Если мифу была свойственна установка на строгую достоверность, то в сказке она сменяется на нестрогую, что приводит к более сознательному и свободному вымыслу.
В генезисе сказки существенную роль играет демифологизация времени и места действия. Строгая локализация событий, если она имела место, сменяется неопределённостью времени и места действия. В итоге демифологизируется и результат действия — в сказке нет характерной для мифа этиологичности. В рамках мифа действия демиурга, даже подобные трюкам мифологического трикстера, мифологические приобретения наделены коллективным и космическим значением, определяют космогонический процесс, включая происхождение света, огня, пресной воды и др.; сказка, повествуя о добываемых объектах и достигаемых целях героя, говорит о его личном благополучии, эти достижения имеют семейно-родовой, социальный характер. Например, герой волшебной сказки похищает живую воду, которая нужна ему, чтобы излечить больного отца (в гавайские или европейские сказки и др.) или добывает огонь для своего очага при помощи зверей (сказки фон); персонаж животной сказки (заяц, паук) при помощи хитрости похищает только для себя воду из колодца. Этиологический смысл мифа с временем вытесняют мораль (сказки о животных), стилистические формулы, которые намекают на то, что повествования недостоверно (в волшебных сказках). Демифологизируются также сами герои. Предпосылкой появления животных сказок стала десакрализация восходящих к сказаниям о мифологических трикстерах тотемных персонажей, в условиях сохранения зооморфности персонажей. Главным героем скахок о животных является зооморфный трикстер, его проделки составляют главные структурные элементы сюжета. В ходе забвения тотемических верований в животные сказки добавлялись бытовые мотивы.
Герой волшебных и волшебно-героических сказок демифологизируется с полной антропоморфизацией и в некотором смысле с идеализацией: он имеет божественных родителей, у него чудесное происхождение, иногда остаются тотемические особенности. При этом этот персонаж изначально не обладает магическими силами, которые согласно собственной природе имеет мифологический герой. В архаических сказках герой получает эти качества как результат инициации, шаманского искуса, особого покровительства со стороны духов. Сказочные сюжеты со значительным сохранением мифологической фантастики сохранились в культуре северозападных индейцев и др., где почувствуется о необычайных испытаниях сына или зятя солнца. Эти повествования представляют собой своего рода героические сказки, однако богатырство героя здесь ещё колдовского, шаманского характера. Персонаж, который затем впоследствии становится зятем солнца, был обнаружен в брюхе щуки, он сам способен обращаться в щуку, щука помогает ему — тотемический мотив; старуха даёт ему мешок с ветрами, при помощи которого герой тушит огонь, что насылает солнце, он охотится за дочерьми последнего, которые приняли образ коз или птиц, вместе с дочерьми солнца он улетает на землю.
В ходе демифологизации персонажа, как предполагается, произошло взаимодействие собственно мифологических нарративов и различных архаических быличек-рассказов о встречах, происходивших в недавнем прошлом со злыми или добрыми духами. Центральными персонажами быличек являются обычные люди. Демифологизация часто сопровождается акцентом на «не подающем надежд» герое, обездоленном в социальном плане, гонимом и униженном представителе семьи, рода или селения. Примерами могут служить многочисленные персонажи бедных сирот в фольклоре таких народов, как меланезийцы, горные тибето-бирманские племена, эскимосы, палеоазиаты, североамериканские индейцы и др. Эти персонажи обижены сородичами и соседями, но духи становятся на защиту этих героев. Различные признаки такого «низкого» персонажа («неумойка», «незнайка», «дурачок», который связан с золой и очагом, и др.) обладают большим значением — восходят к ритуально-мифологической семантике (важно ритуальное значение, которым наделяется грязь, зола, лень, безумие, очаг и пр.), сознательно обозначается именно социальная обездоленность героя. Сказки, где действующими лицами выступают сын или зять солнца и другие «высокие» герои, являются архаическими аналогами русских волшебных сказок про Ивана-царевича. Повествования о бедном сиротке — «грязном парне» аналогичны таким персонажам, как запечники — младшие братья, Золушка в сказках европейских народов, Иванушка-дурачок.
Классическая волшебная сказка сформировалась значительно позже, чем классическая животная сказка, уже за рамками первобытной культуры. Первая известна только в фольклоре цивилизованных народов в странах Европы и Азии. Она отличается от архаических сказочных повествований в большей мере, чем архаические от мифа. Формирование классической волшебной сказки подготовили упадок, хотя и неполный, мифологического мировоззрения, трансформация, в ходе которой конкретно-этнографическая фантазия перешла в обобщённо-поэтическую. Архаический фольклор показывает сказочную фантастику такой же конкретно этнографичной, как и в рамках мифа, основанной на определённых племенных верованиях, тогда как классическая волшебная сказка отрывает сказочную фантастику от этой основы, создаёт условную поэтическую мифологию. Так, чудесные существа русской сказки являются иными, чем в рамках русской былички, которая отражает сохраняющиеся в конкретной среде суеверия. Для сказки, но не для мифа, специфичной является категория волшебного, которая по своему происхождению связана с магическим и сакральным, но не тождественна им. В сказке поэтизируются не только мифические существа (баба-яга, змей, кащей и др.), но и сами магические трансформации и колдовские действия.
Собственно сказочную семантику можно интерпретирована лишь исходя из мифологических истоков. Однако в рамках сказочной семантики, но не мифологической, характерной является гегемония социального кода. Фундаментальные для мифа противоположности (жизнь — смерть и др.) в существенной мере оттеснены социальными коллизиями, которые выступают в форме внутрисемейных отношений. Архаическая сказка лишь намечает семейную тему: сказочная семья представляет собой символическое обобщение большой семьи: сюжеты, повествующие о семейных распрях, угнетении падчерицы или обиде младшего брата могут быть интерпретированы в качестве знаков разложения рода. В мотиве младшего брата, предположительно, косвенно отражается вытеснение архаического минората и рост семейного неравенства. Образ мачехи объясняется нарушением эндогамии. Мотив мачехи и падчерицы в ряде устойчивых сюжетов европейских сказок является альтернативным мотиву инцестуального преследования отцом дочери — стремления к крайнему нарушению экзогамии.
Нарушения норм семейно-брачных отношений (в формах инцеста или, напротив, женитьбы на слишком отдалённых невестах) и взаимных обязательств свойственников становятся причиной серьёзных коллизий также в мифах, где они приводят к разъединению изначально связанных элементов космоса. Для их воссоединения требуются медиация и медиатор. В сказочных сюжетах те же нарушения (лёгкая форма нарушения брачных запретов в сказочных сюжетах о тотемной жене, которая сбросила животную оболочку; похищение царевны как наложницы змеиным персонажем, который является слишком далёким партнёром; преследование отцом дочери — инцестуальный сюжет или мачехой падчерицы, которая является слишком далёкой женой отца и др.) даются в плане возможных социальных, но не космических последствий. «Правильный» брачный обмен всё в большей мере утрачивает свою коммуникативную функцию. В сюжетах палеоазиатских мифов о приключениях детей ворона, которые заключают «правильные» браки с существами, что персонифицируют и контролируют погоду и морской промысел — с социализированными силами космоса. В сказочных сюжетах, где повествуется не о племенном благополучии на фоне космоса, а о личном счастье на фоне социума, брак имеющего «низкий» статус героя с царевной или «низкой» героини и царевича, который сопровождает повышение социального статуса героя, является чудесным выходом для персонажа из социальной коллизии. Среди сюжетов классической сказки имеются повествования о чудесном рождении героя как форме идеализации персонажа, но чаще «высокое» происхождение облечено в социальные формы типа царевича. Свадьба имеет задачу преодолеть фундаментальные противоречия на семейном уровне, ею осуществляется медиация в оппозиции «низкого» и «высокого». В рамках архаических сказок тема женитьбы является периферийной. Семейные отношения в некоторых случаях становятся средством достижения хозяйственных успехов, получения магических предметов и т. п. В процессе перехода к классическим волшебным сказкам средство и цель поменялись местами. Даже в сюжетах о добывании диковинок поиски этих предметов, пера жар-птицы, живой воды и др., выступают только прелюдией к свадьбе царевны. В других сказках чудесные предметы являются только средством, обеспечивающем счастливый брак. Медиативная функция заключения брака сохраняется и в редких случаях, если и жених, и невеста обладают высоким социальным происхождением. В этих сюжетах герой часто сознательно скрыт под образом «низкого» и только затем обнаруживает своё настоящее происхождение, например, в сюжете о золотоволосом юноше и др.
В целом семантика волшебного сказочного сюжета характеризуется сохранением основного мифологического противопоставления «свой — чужой», которое характеризует взаимоотношения героя и антагониста. Эту оппозицию волшебная сказка проецирует на такие плоскости, как дом — лес (ребёнок — баба-яга), «наше» царство — иное царство (молодец — змей), родная — неродная семья (падчерица — мачеха) и др. Нормы семейно-брачных отношений описываются в плане той же оппозиции: от нормально экзогамного брака, который заключается с «тотемной» супругой и объединяет «человеческое» и «животное», до их предельного нарушения норм — инцеста.
Классическая волшебная сказка уже не представляет успех или неуспех героя как прямое следствие соблюдения магических предписаний, получения магических способностей по итогу инициации или шаманского искуса, родственной или брачной связи с духами. Сюжет отрывает чудесные силы от персонажа, они в существенной мере работают вместо него. Эти силы благоволят по отношению к герою при условии соблюдения весьма отвлечённых правил поведения, которым диктуется структура сказочного поступка, основной принцип этого поступка — герой обязан давать положительный ответ на любой вызов, в особенности тот, что ведёт к действию, даже если его источником является явным образом враждебное существо: всякое предписание следует выполнить, а всякий запрет нарушить. Эта формальная система поведения характерна для сказок и не исключает возможную морально-этическую составляющую поступков героя, включая вежливость, доброту, щедрость и др. При этом волшебные силы оказывают герою активную помощь в совершении подвига, нередко работают вместо него, однако в правильном поведении всегда проявляет себя добрая воля героя, а в неправильном — злая воля ложного героя.
Как и миф, развитые сказки обладают единой морфологической структурой: это цепь потери (бед или недостач) ценностей космоса или социума и их приобретения, которые связаны действиями героя, представляющими собой их результат. К числу этих действий принадлежат космогонические и культурные деяния демиургов в рамках мифа, проделки трикстера в сюжетах животных сказок, испытания героев в сюжетах волшебных сказок. Действия являются дистрибутивно тождественными, все эти деяния представляют собой промежуточные звенья между потерями и приобретениями. Однако миф и архаическая сказка выступают составляют метаструктуру по отношению к классическим волшебным сказкам. Архаическая сказка может повествовать о цепи потерь и приобретений, включающих неопределённое число звеньев. Она не всегда заканчивается положительным, счастливым финалом (приобретением), хотя он и встречается чаще отрицательного (потери). Все звенья являются в той или иной мере структурно равноценными и достаточно обособленными. Классическая волшебная сказка обязательно образует жёсткую иерархическую ступенчатую структуру из отдельных сюжетных звеньев, где одни сказочные ценности выступают средством для получения других. Аналогична и структура классической животной сказки, которая состоит из цепи трюков, также, пусть и в меньшей степени, чем в рамках волшебной сказки, иерархизированных один относительно другого. Иерархическая структура в волшебной сказке включает два или чаще три основных звенья, представляющих собой испытания героя: предварительное (дарителем контролируется знание героем необходимых правил поведения), основное (подвиг, который ведёт к разрешению начальной беды или недостачи) и дополнительное (испытание для идентификации: герою нужно доказать, что именно он совершил подвиг, после чего соперники и самозванцы посрамлены). Кончается классическая волшебная сказка всегда счастливо, обычно женитьбой на царевне и получением полцарства. Оказывается разрешена первоначальная беда-недостача, но также герой получает дополнительные приобретения как награду. Испытания героя в сюжете волшебной сказки могут быть сопоставлены с испытаниями, которые характерны для ритуалов посвящения (инициации) или брака (более поздних) в культуре архаических обществ и соответствующих этим ритуалам мифов. Через инициацию и иные переходные ритуалы, например, из одного возрастного состояния в другое, проходит каждый человек, то сказка, для которой характерен интерес к судьбе личности, широко применяет мифологические мотивы, связанные с посвятительными ритуалами. Этими мотивы отмечены вехи на пути персонажа (испытания, получение магических сил), мотивы становятся символами героичности, например, победа над змеем и т. п. Так, ряд основных символов, мотивов, сюжетов и частично общая структура волшебных сказок связаны с посвятительными ритуалами, чему посвящены исследования П. Сентива и более поздние исследования В. Я. Проппа и Джозефа Кэмпбелла. Однако эквивалентом классической формы волшебных сказок в сфере ритуала скорее выступает свадьба как более молодой и индивидуализированный ритуал в сравнении с ритуалом инициации, с которым он частично связан в своём происхождении. Отсюда отчасти верным является утверждение, что инициация является ритуальным эквивалентом соответствующих типов мифа и архаических форм сказок, а свадьба — развитых волшебных сказок. Большое число мотивов и символов, встречающихся в сказке (башмачок Золушки, кольцо, запекается в пирог, невеста рядится в свиную или старушечью кожу — в японском сказочном сюжете, невеста, оказавшаяся подставной, мнимой, невеста или жених бегут, запрещается называть родовое имя молодой жены и др.) объясняются брачными обычаями и обрядами различных народов мира. В конечном итоге эти мотивы и символы восходят также к древней ритуально-мифологической семантике. Сказка сопоставляется также со свадебным обрядом в целом: заключение брака с царевной или с царевичем становится конечной целью сказочного сюжета. Тем не менее, нельзя утверждать о принципиально ритуальном происхождении волшебных сказок, по той причине, что своеобразие фантастики сказочных сюжетов и жанровая форма сказки в значительной мере определяются также первобытными фетишистскими, тотемическими, анимистическими, магическими представлениями и специфическими особенностями мифологического мышления, мифологическими медиациями.
Основные жанровые показатели, которые на стилистическом уровне противопоставляют волшебные классические сказки в качестве художественного вымысла мифам, включают традиционные формулы сказки, отмечающие неопределённость времени и места действия — в зачинах сказки, указывающие на недостоверность — на небылицу через категорию невозможного в сюжетной концовке и т. д. Зачины и концовки в классической волшебной сказке полярно противопоставлены формулам инициации — которые указывают на мифическое время первотворения: «это было тогда, когда животные ещё были людьми» и т. п. — и формулам в финале этиологического характера архаических сказок. При этом в прямой речи в рамках сказочного повествования схематизировано сохраняются отдельные ритуально-магические элементы.

## Особенности
В сказках народов мира много общего, что объясняется сходными культурно-историческими условиями жизни разных народов. Фольклорная сказка имеет ведущие мотивы и характе́рные сюжеты (например, освобождение невесты), устоявшихся персонажей (например, трое сыновей), зачин и концовку (например, «Жили дед и баба ...», «... жили-поживали и добра наживали»). Вместе с тем сказки имеют особый национальный характер, отражают уклад жизни того или иного народа, географические условия, труд и быт, особенности среды, в которой сказки бытуют.

## Проблемы классификации
Сухоруков Е. А. о разграничении фольклорной и авторской сказки:
Можно ли считать, например, сказки братьев Гримм авторскими? Они созданы на фольклорной основе, но несут, однако, заметный отпечаток личности собирателей. В таких случаях трудно определить четкую границу между записью фольклорной сказки и сказкой авторской, литературной. Однако эта граница существует. Она состоит в наличии или отсутствии авторского замысла, индивидуальной концепции произведения. Согласно этому критерию, среди сказочных текстов можно выделить: запись фольклорной сказки (которая может быть дословной или менее точной), литературная обработка фольклорной сказки и собственно авторская сказка. Тогда сказки братьев Гримм можно отнести ко второму разряду.